# Olga Žáková
Olga Žáková (* 10. února 1939 Praha) je bývalá česká profesionální krasobruslařka, krasobruslařská rozhodčí a také turistická průvodkyně.

## Osobní život
Olga Žáková se narodila 10. února 1939 v Praze. Studovala Akademické gymnázium ve Štepánské ulici a poté Filosofickou fakultu Univerzity Karlovy. V současné době žije a působí v Praze.

## Kariéra
Od svých šesti let se Olga Žáková věnovala aktivně krasobruslení. Od roku 1962 pak působí jako mezinárodní krasobruslařská rozhodčí (v době nástupu do této role byla nejmladší krasobruslařskou rozhodčí vůbec). Pracuje rovněž jako expertka a spolukomentátorka krasobruslení v České televizi.
Po studiích působila na ČVUT, kde přednášela estetiku a dějiny umění.
V roce 1990 se na základě svých cestovatelských zkušeností, získaných během sportovní kariéry, rozhodla pracovat rovněž jako turistická průvodkyně. Působí ve výboru Asociace průvodců České republiky, kde je mimo jiné hlavní organizátorkou aktivit spjatých s Mezinárodním dnem průvodců. Kromě češtiny hovoří anglicky, německy a rusky.